# Project Reality
Project Reality là một trò chơi điện tử có đề tài quân sự. Game lấy bối cảnh một số trận đánh có thật trong Chiến tranh Thế giới thứ Hai và một số cuộc xung đột quân sự ở khu vực Trung Đông, Đông Âu, Châu Phi và Thái Bình Dương thời hiện đại. Phiên bản đầu tiên của Project Reality, Project Reality: BF2, được ra mắt vào năm 2005 vốn là một bản mod cho game Battlefield 2 và tách ra phát triển độc lập năm 2015 (mặc dù vẫn theo khung mã nguồn của Battlefield 2). Project Reality: ARMA 2, là một bản mod cho game Arma 2, được ra mắt beta vào năm 2011; sau đó chuyển sang Arma 3 năm 2013, và đổi tên thành Project Reality: ARMA 3. Tuy nhiên, vào tháng 9 năm 2015, dự án game trên ARMA 3 đã bị thông báo tạm ngừng vô thời hạn.
Squad, là một game độc lập trên nền đồ họa Unreal Engine 4, đã được kế thừa tinh thần từ game Project Reality.

## Project Reality: BF2

### Chế độ chơi

Gameplay của game (ảnh chụp màn hình)

Project Reality có năm chế độ chơi. Được chia làm 2 phe Tấn công (phe công) và Phòng thủ (phe thủ). Đôi khi cả 2 phe đều là phe công. Trong đó, 2 chế độ liên quan đến việc chiếm và giữ các điểm (cướp cờ). 
- Advance and Secure (AAS): Tương tự như chế độ Conquest của Battlefield 2, các điểm kiểm soát phải được chiếm theo một thứ tự nhất định. Đây là chế độ chơi phổ biến nhất trong game. Bản nâng cấp là AASv3 có nhiều điểm chiếm được đặt ngẫu nhiên trên bản đồ, tạo sự đa dạng về địa hình và chiến thuật. Điểm của trò chơi được tính bằng Ticket, khi tiêu diệt hoặc chiếm được cờ, phe địch sẽ bị trừ đi một lượng Ticket tương ứng. Ván chơi sẽ kết thúc khi một trong 2 phe bị trừ hết Ticket (về 0) hoặc hết thời gian. Khi phe công chiếm được tất cả các điểm, phe thủ sẽ bắt đầu bị trừ Ticket liên tục cho tới khi thua (gọi là Bleeding). Ngoài ra, khi phe thủ chiếm lại được tất cả các điểm (hoặc trong vòng 15 phút mà phe công không thể chiếm được điểm đầu tiên) thì phe công sẽ bị Bleeding.
- Vehicle Warfare (VW): Tương tự AAS nhưng chiến trường sẽ chỉ tập trung vào các phương tiện khí tài, các lực lượng bộ binh sẽ bị hạn chế.
- Command & Control (CNC): Các phe phải tự bố trí Căn cứ (FOB) của mình ở nơi an toàn, đồng thời tìm và phá hủy FOB của đối thủ. Việc phá hủy FOB sẽ trừ đi của đối thủ một lượng lớn Ticket. Khi số lượng Ticket về 0 hoặc trong thời gian dài không xây lại được FOB nào, trận đấu sẽ kết thúc với chiến thắng cho phe còn lại.
- Insurgency (INS): Chế độ này rất độc đáo so với các chế độ khác trong PR. Mục tiêu của lực lượng liên minh (còn gọi là BluFor) là tìm kiếm các kho vũ khí của phe Nổi dậy đối lập (Còn gọi là RedFor) được giấu trên khắp bản đồ. Số lượng kho vũ khí mà phe BluFor cần phải phá hủy là khác nhau tùy theo từng bản đồ. Thông thường, RedFor có tổng cộng 6 kho lưu trữ, trong đó 5 kho cần phải phá hủy. RedFor sẽ chiến thắng nếu họ có thể bảo vệ ít nhất 2 kho lưu trữ khỏi bị phá hủy cho đến khi BluFor hết Ticket. Đối với BluFor, quy tắc trừ Ticket tương tự chế độ AAS. Tuy nhiên, RedFor có vô hạn Ticket và nhiệm vụ của họ là bảo vệ các kho đạn bằng mọi giá.
- Co-Operative (COOP): Trong chế độ này, một hoặc nhiều người chơi có thể tham gia trận chiến cùng với các robot do AI điều khiển. Chế độ này lý tưởng để luyện tập với thiết bị và phương tiện trước khi chơi PvP. Trong chế độ này, để không xung đột với các thuật toán sử dụng bot, một số quy tắc và mục đã được sửa đổi trong chế độ này. Hầu hết các bản đồ đều có thể chơi COOP.

### Điểm nổi trội
Game mang nặng yếu tố đồng đội hợp tác tương tự như Battlefield 2. Người chơi được chia thành 7 đơn vị chính (cùng với 10 đơn vị bổ sung) với từng nhiệm vụ đặc thù. Người chơi có thể chơi riêng lẻ hoặc gia nhập các tiểu đội (Squad) với tối đa 8 thành viên. Mỗi Squad có một tiểu đội trưởng (Squad Leader) với nhiệm vụ nhận lệnh từ Chỉ huy (Commander), ra lệnh, chỉ đạo cho các thành viên trong Squad; liên lạc với các Squad khác;  thông báo vị trí địch; gọi hỗ trợ pháo binh;... Tương tự với các quyền như Squad Leader, Commander còn có thể ra lệnh cho tất cả các Squad; cho lệnh hỗ trợ pháo binh; do thám địch bằng UAV;...
Ngược lại với hệ thống ban đầu của Battlefield 2, người chơi không còn được hồi sinh (spawn) ở Squad Leader khi họ chết mà spawn tại các điểm spawn cố định như căn cứ chính (Base) hoặc tại các điểm tập hợp (Rally Point) do Squad Leader đặt ra. Người chơi cũng có thể spawn tại  các FOB có thể được Squad Leader và Commander xây dựng bên cạnh các thùng tiếp tế (Supply Crate) được đơn vị vận chuyển lại. Khi FOB được xây dựng, Squad Leader và Commander có thể xây bổ sung thêm các hàng rào chặn đường địch, đặt bao cát, bệ súng máy, chống tank, phòng không để hỗ trợ chiến đấu.
Ở chế độ Insurgency hơi khác so với các quy tắc này, hạn chế phe Nổi dậy (RedFor) spawn tại kho vũ khí mà họ phải bảo vệ. Phe Liên minh (BluFor) có thể khám phá vị trí của các kho đạn này bằng cách thu thập thông tin tình báo về quân nổi dậy, sau đó vị trí các kho đạn sẽ được đánh dấu trên bản đồ. Tuy nhiên, quân nổi dậy vẫn có thể triển khai và xây dựng những nơi ẩn náu để spawn, hoạt động tương tự như FOB và có thể cung cấp đạn cho bộ binh. Các lực lượng cũng có thể xây dựng FOB của riêng mình để đẩy dần đội hình.
Project Reality hiện có hơn 24 phe phái và hơn 70 bản đồ chơi, và vẫn đang được phát triển thêm. Các phe phái và bản đồ mô tả nhiều khoảng thời gian, cụ thể là Thế chiến thứ hai, Chiến tranh Việt Nam, Chiến tranh Falkland, Chiến tranh chống khủng bố,...

## Project Reality: ARMA 2
Project Reality: ARMA 2 là một dự án độc lập trên nền tảng game Arma 2 và Arma 2: Operation Arrowhead. Đây là một phiên bản khép kín, tận dụng mọi tài nguyên có trong mã nguồn của game Arma 2 (thay gì chỉnh sửa thêm như phiên bản BF2).
Project Reality: ARMA 2 v0.1 BETA được phát hành vào ngày 2 tháng 9, ngay sau đó là Project Reality: ARMA 2 v0.15 beta vào ngày 16 tháng 3 năm 2012. Một năm sau, vào ngày 1 tháng 3 năm 2013, phiên bản 0.16 được phát hành bao gồm hai bản đồ mới. Cùng với việc phát hành, có tin tức về việc ngừng phát triển bản mod Arma 2 để chuyển sang Arma 3..

## Kế nhiệm
Vào đầu năm 2009, thông qua diễn đàn Project Reality chính thức đã tiết lộ rằng phiên bản kế nhiệm độc lập Project Reality 2 đang ở giai đoạn tiền sản xuất. Giấy phép nền tảng C4 Engine đã được mua vào năm 2010.
Một mục dành cho trò chơi có tên "Project Reality 2 - The Beaten Zone" đã được đăng lên cộng đồng nhà phát triển Crytek.net chính thức, cho biết rằng trò chơi sẽ sử dụng CryEngine 3. Tuy nhiên, đội ngũ phát triển của Project Reality đã bác bỏ tin đồn thay đổi Engine và không thừa nhận bất kỳ mối liên hệ nào với bài đăng trên crydev.net.
Tuy nhiên, thông báo mới từ Nhóm phát triển đã đảm bảo rằng Project Reality 2 trên thực tế sẽ sử dụng CryEngine 3, vì hầu hết những người tham gia phát triển trò chơi trên C4 Engine đều nghĩ rằng không hề dễ dàng để làm việc trên nền tảng này, và việc chuyển sang CryEngine 3 là sự lựa chọn "bắt đắt dĩ". Hiện vẫn chưa có ngày ra mắt chính thức nào từ phía đội ngũ làm game. Thực tế kể từ năm 2014, nhóm đằng sau sản phẩm độc lập không còn nhận được thông tin gì nữa. Một trong những nhà phát triển chính cũng đề cập rằng việc sản xuất trò chơi đã dừng lại.
Vào ngày 10 tháng 10 năm 2014, một nhóm bao gồm các nhà phát triển Project Reality: BF2 hiện tại và trước đây đã công bố một trò chơi thương mại mới dựa trên công thức chơi trò chơi Project Reality. Tựa game này làSquad được dụng trên nền tảng Unreal Engine 4. Từ tháng 12 năm 2015, tựa game đã ra mắt trên Steam Early Access và chính thức phát hành vào ngày 23 tháng 9 năm 2020. Trò chơi ban đầu được tài trợ thông qua chiến dịch gây quỹ cộng đồng trên Kickstarter.

## Đón nhận
IGN và GameSpy đều đã thực hiện đánh giá tựa game này Project Reality. IGN đã ca ngợi bản mod này,họ nói rằng tất cả những ai đã chơi qua Battlefield 2 cũng nên chơi qua bản game này. GameSpy đã nói rằng đây là mẹ của các bản mod theo hướng thực tế dành cho Battlefield 2. PC Zone cũng đánh giá về Project Reality. Họ đã nói rằng bản mod không chỉ khiến chiến tranh ảo trở nên khắc nghiệt hơn, Project Reality còn bổ sung thêm các bản đồ, phương tiện và vũ khí mới tuyệt vời vào cuộc chiến.